# John Dos Passos Prize
De John Dos Passos Prize is een Amerikaanse literatuurprijs die jaarlijks georganiseerd en uitgereikt wordt door het Departement van Engels en moderne talen aan de Longwood University. Ontvangers van de prijs zijn creatieve Amerikaanse schrijvers die een aanzienlijke hoeveelheid belangrijke publicaties op hun naam hebben die kenmerken vertonen van het schrijven van John Dos Passos: een intense en originele exploratie van specifieke Amerikaanse thema's, een experimentele benadering van vormen, en een interesse in een breed scala aan menselijke ervaringen.

## Winnaars
| Jaar | Winnaar                 | Bijzonderheden                                            |
| ---- | ----------------------- | --------------------------------------------------------- |
| 1980 | Graham Greene           | (Genomineerd voordat de winnaars Amerikaans moesten zijn) |
| 1981 | Gilbert Sorrentino      |                                                           |
| 1982 | Robert Stone            |                                                           |
| 1983 | Dorris Betts            |                                                           |
| 1984 | Tom Wolfe               |                                                           |
| 1985 | Russell Banks           |                                                           |
| 1986 | John Edgar Wideman      |                                                           |
| 1987 | Lee Smith               |                                                           |
| 1988 | Shelby Foote            |                                                           |
| 1989 | Paule Marshall          |                                                           |
| 1990 | Larry Woidode           |                                                           |
| 1991 | Elizabeth Spencer       |                                                           |
| 1992 | William Hoffman         |                                                           |
| 1993 | Ernest J. Gaines        |                                                           |
| 1994 | James Welch             |                                                           |
| 1995 | Helena Maria Viramontes |                                                           |
| 1997 | E. Annie Proulx         |                                                           |
| 1998 | Maxine Hong Kingston    |                                                           |
| 1999 | Eric Kraft              |                                                           |
| 2000 | Jill McCorkle           |                                                           |
| 2001 | Madison Smartt Bell     |                                                           |
| 2002 | Randall Kenan           |                                                           |
| 2003 | Richard Powers          |                                                           |
| 2004 | Maureen Howard          |                                                           |
| 2005 | Tim Gautreaux           |                                                           |
| 2006 | Kent Haruf              |                                                           |
| 2008 | Allen Wier              |                                                           |
| 2009 | Robert Bausch           |                                                           |
| 2010 | Percival Everett        |                                                           |
| 2011 | Mat Johnson             |                                                           |
| 2012 | Colson Whitehead        |                                                           |
| 2013 | Sherman Alexie          |                                                           |
| 2014 | Ruth Ozeki              |                                                           |
| 2015 | Paul Beatty             |                                                           |
| 2017 | Danzy Senna             |                                                           |
| 2018 | Karen Tei Yamashita     |                                                           |